# Province d'Antananarivo
La province d'Antananarivo est l'une des six provinces de Madagascar, centrée autour de la capitale, Antananarivo qui est aussi la capitale du pays. Elle a une superficie de 58 283 km2 et une population de 5 932 607 personnes.

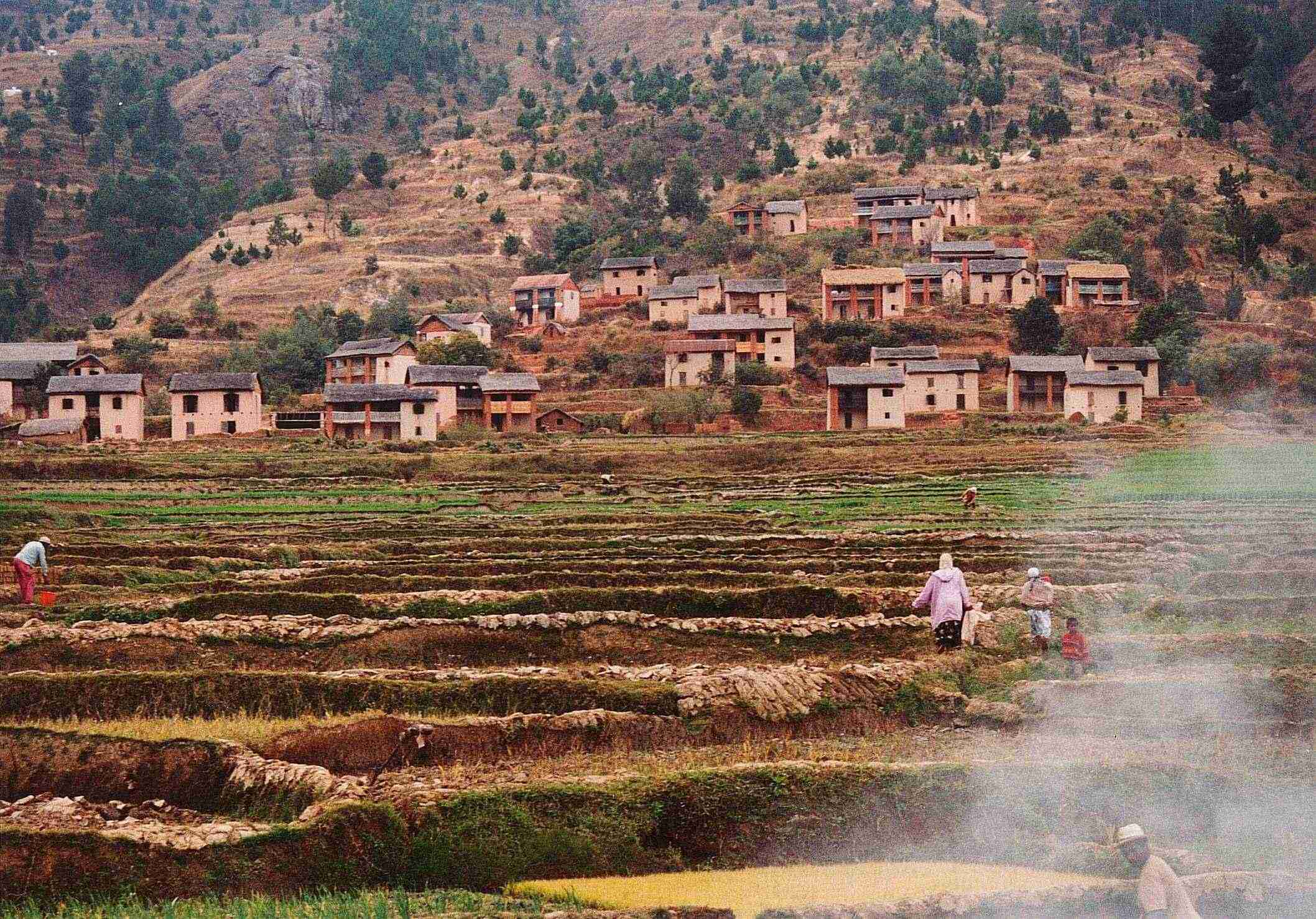
Rizières de la province d'Antananarivo

La ville est établie au cœur des hautes terres centrales de l'île, nichée dans une région tropicale montagneuse, caractérisée par une topographie accidentée ponctuée de collines et traversée par des rivières, au sein d'une zone de haute altitude.  
La province se distingue par son paysage dominé par une vaste plaine agricole, principalement destinée à la culture du riz.

## Historique

### Période précoloniale (avant 1896)
La région correspondant à la future province d'Antananarivo constituait le cœur historique du Royaume merina, organisé en provinces traditionnelles (faritany) depuis le XVIe siècle. Sous le règne d'Andrianampoinimerina (1787-1810), le territoire fut réorganisé en six provinces principales :
1. Avaradrano (Hautes terres de l'Est) - Centre spirituel et politique avec Ambohimanga comme capitale symbolique
2. Vakinisisaony (Vallée de la Sisaony) : zone agricole centrée autour d'Alasora puis Andramasina
3. Marovatana : territoire occidental ayant pour capitale Ambohidratrimo
4. Vonizongo[1],[2] - Région frontalière du Nord-Ouest avec Fihaonana comme capitale[3]
5. Ambodirano : région du lac Itasy
6. Vakinankaratra : ancien royaume d'Andrantsay, conquis au XIXe siècle par Andrianampoinimerina assisté par son fils aîné Ilehidama

Antananarivo, fondée comme capitale royale au XVIIe siècle par Andrianjaka, bénéficiait d'un statut particulier en dehors de ce système provincial.

### Période coloniale française (1896-1960)
Après la conquête française de 1895 et l'abolition de la monarchie en 1897, les autorités coloniales réorganisèrent complètement l'administration territoriale : les anciennes provinces merina furent dissoutes et remplacées par des districts administratifs.

### Période post-indépendance (1960-2007)
À l'indépendance en 1960, Madagascar conserva dans un premier temps les structures territoriales coloniales. La province d'Antananarivo fut gardée comme subdivision administrative majeure au même titre que les autres provinces coloniales.
Elle était alors scindée en deux préfectures : Imerina au nord, Vakinankaratra au sud.

### Réforme de 2007
En 2007, sous la présidence de Marc Ravalomanana, une vaste réforme territoriale aboutit à la dissolution des provinces. La province d'Antananarivo fut scindée en quatre nouvelles régions :
1. Analamanga (incluant la capitale)
2. Itasy
3. Bongolava
4. Vakinankaratra

Cette réforme marqua une interruption de la province d'Antananarivo en tant qu'entité administrative.

### Restauration
Suite au référendum constitutionnel du 19 novembre 2010 et à l'adoption de la constitution de la IVe République, les provinces sont rétablies sur le fondement de son Titre V, Sous-titre II, chapitre 3, portant organisation des provinces.

## Administration
La province compte quatre régions (faritra) et dix-neuf districts (fivondronana):
| Région                  | Préfecture      | Districts | Districts                 | Chef-lieu de district | Nombre de communes |
| ----------------------- | --------------- | --------- | ------------------------- | --------------------- | ------------------ |
| Analamanga (bleu)       | Antananarivo    | 2         | Ambohidratrimo            | Ambohidratrimo        | 24                 |
| Analamanga (bleu)       | Antananarivo    | 3         | Andramasina               | Andramasina           | 11                 |
| Analamanga (bleu)       | Antananarivo    | 4         | Anjozorobe                | Anjozorobe            | 19                 |
| Analamanga (bleu)       | Antananarivo    | 5         | Ankazobe                  | Ankazobe              | 12                 |
| Analamanga (bleu)       | Antananarivo    | 6         | Antananarivo-Avaradrano   | Talata-Volonondry     | 12                 |
| Analamanga (bleu)       | Antananarivo    | 7         | Antananarivo-Atsimondrano | Andoharanofotsy       | 26                 |
| Analamanga (bleu)       | Antananarivo    | 8         | Antananarivo-Renivohitra  | Antananarivo          | 1                  |
| Analamanga (bleu)       | Antananarivo    | 9         | Manjakandriana            | Manjakandriana        | 25                 |
| Bongolava (marron)      | Tsiroanomandidy | 15        | Fenoarivobe               | Fenoarivobe           | 8                  |
| Bongolava (marron)      | Tsiroanomandidy | 19        | Tsiroanomandidy           | Tsiroanomandidy       | 18                 |
| Itasy (vert)            | Miarinarivo     | 12        | Arivonimamo               | Arivonimamo           |                    |
| Itasy (vert)            | Miarinarivo     | 17        | Miarinarivo               | Miarinarivo           |                    |
| Itasy (vert)            | Miarinarivo     | 18        | Soavinandriana            | Soavinandriana        |                    |
| Vakinankaratra (orange) | Antsirabe       | 1         | Ambatolampy               | Ambatolampy           |                    |
| Vakinankaratra (orange) | Antsirabe       | 9         | Antanifotsy               | Antanifotsy           |                    |
| Vakinankaratra (orange) | Antsirabe       | 10        | Antsirabe II              | Andranomanelatra      | 20                 |
| Vakinankaratra (orange) | Antsirabe       | 11        | Antsirabe I               | Antsirabe             | 1                  |
| Vakinankaratra (orange) | Antsirabe       | 13        | Betafo                    | Betafo                |                    |
| Vakinankaratra (orange) | Antsirabe       | 13        | Mandoto                   | Mandoto               |                    |
| Vakinankaratra (orange) | Antsirabe       | 14        | Faratsiho                 | Faratsiho             |                    |

## Transports
La province d'Antananarivo est un point de convergence des différentes voies de communications de Madagascar.

### Transport ferroviaire
La province est desservie par les lignes Tananarive-Antsirabe et Ligne Tananarive-Côte Est, opérés depuis 2002 par Madarail.

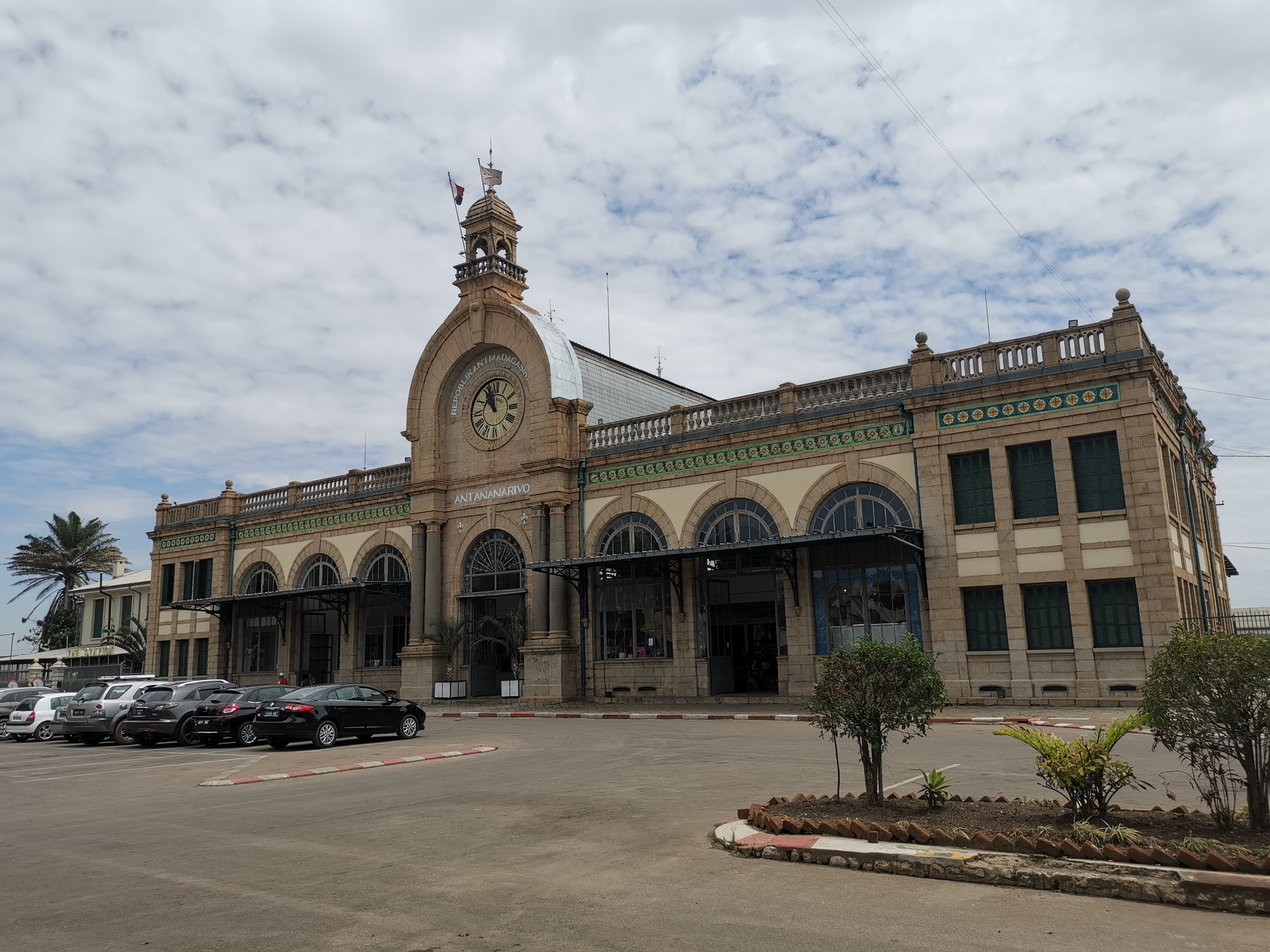
Gare de Soarano à Antananarivo, point de départ de la TCE.
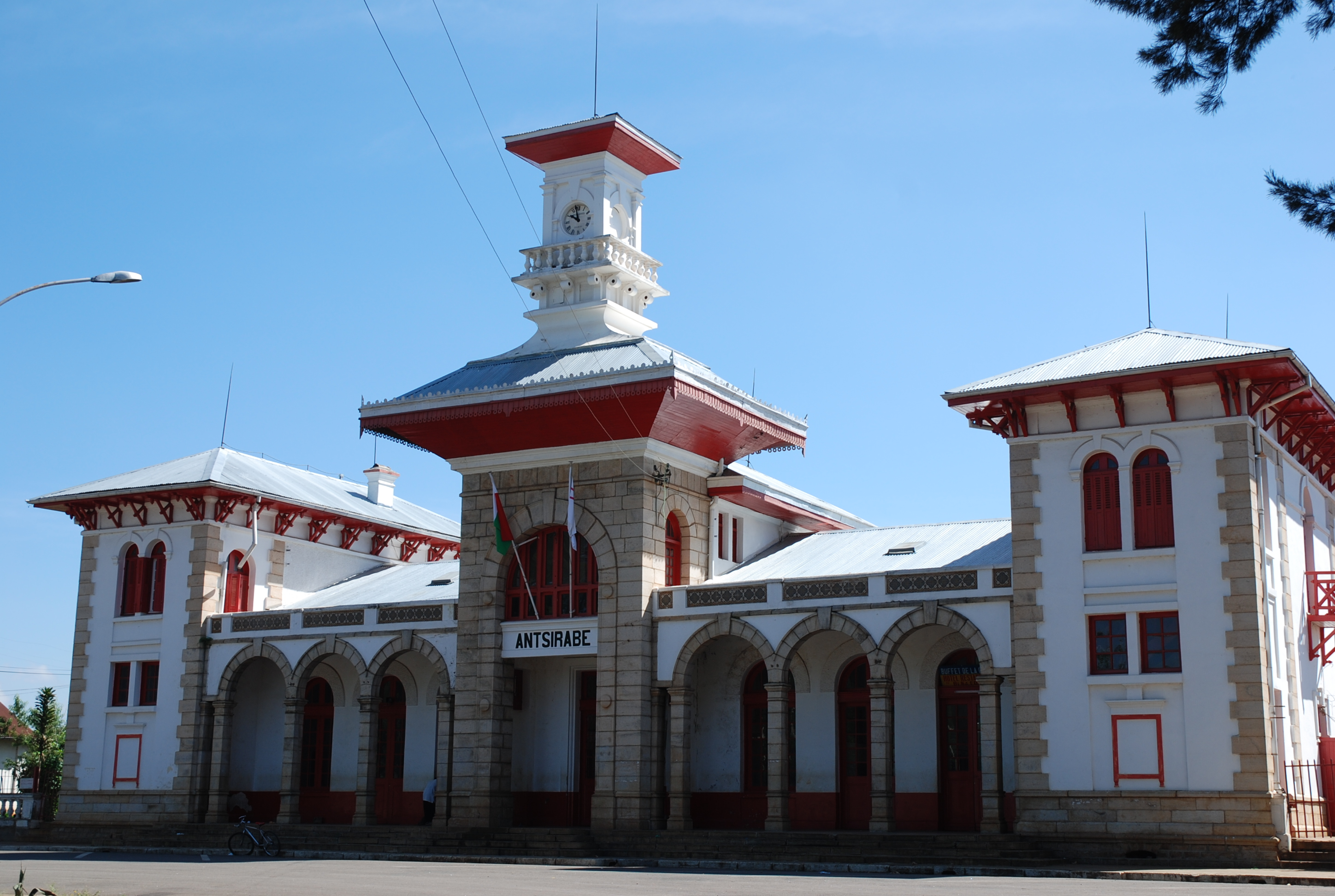
Gare d'Antsirabe, terminus de TA.

### Transport routier
La province d'Antananarivo abrite le point-zéro des routes de Madagascar, de ce fait le réseau routier de l'île se centre sur Antananarivo.
| RN      | Villes traversées                                                      | Longueur (km) | Groupe |
| ------- | ---------------------------------------------------------------------- | ------------- | ------ |
| N 1     | Antananarivo – Arivonimamo – Miarinarivo – Analavory – Tsiroanomandidy | 149           | S      |
| N 1b    | Analavory – Ankadinondry Sakay – Tsiroanomandidy – Maintirano          | 474           | S      |
| N 2     | Antananarivo – Manjakandriana – Moramanga – Brickaville – Toamasina    | 349           | P      |
| N 2a    | Ambohimalaza – Anjeva – Ambatomanga                                    | 19            | T      |
| N 2b    | Ankorahotra – Université d’Antananarivo                                | 2             | T      |
| N 3     | Antananarivo – Anjozorobe                                              | 90            | S      |
| N 4     | Antananarivo – Ambondromamy – Mahajanga                                | 562           | P      |
| N 7     | Antananarivo – Antsirabe – Ambositra – Fianarantsoa – Toliara          | 920           | P      |
| N 34    | Antsirabe – Malaimbandy                                                | 368           | S      |
| N 51    | RN 3 – Ambohimanga-Rova                                                | 5             | T      |
| N 52    | Talatamaty – Ivato                                                     | 6             | S      |
| N 56    | Arivonimamo – aérodrome                                                | 3             | T      |
| N 65    | Liaison entre RN 2, RN 3 et la zone industrielle d'Ankorondrano        | 8             | S      |
| Sources |                                                                        |               |        |

### Transport aérien
La province d'Antananarivo compte trois aérodrome et un aéroport, celui d'Antananarivo à Ivato, qui concentre la majorité des vols nationaux et internationaux de Madagascar.
| Aéroport           | Code OACI | Code IATA | Long. Piste (m) | Alt. (m) |
| ------------------ | --------- | --------- | --------------- | -------- |
| Antananarivo-Ivato | FMMI      | TNR       | 3 100           | 1 279    |
| Antsirabe          | FMME      | ATJ       | 1 200           | 1 523    |
| BA 213 Arivonimamo | FMMA      |           | 2 511           | 1 450    |
| Tsiroanomandidy    | FMMX      | WTS       | 1 075           | 846      |

L'aéroport international d'Ivato, seul aéroport de la province ayant des vols commerciaux réguliers, s'ouvre à 10 destinations nationales via Madagascar Airlines, et à 9 destinations internationales.

## Éducation

### Enseignement primaire et secondaire
L'histoire de l'éducation dans la province d'Antananarivo remonte au règne de Radama Ier (1810-1828). La première école formelle fut établie en 1820 dans l'enceinte du palais royal d'Anatirova par des missionnaires de la London Missionary Society (LMS). Cette école pionnière, destinée principalement aux enfants de l'aristocratie merina, enseignait la lecture, l'écriture et les mathématiques de base.
Sous la reine Ranavalona II (1868-1883), le système scolaire s'étendit considérablement avec :
- La création d'écoles dans les principaux villages de l'Imerina
- L'introduction du malgache comme langue d'enseignement
- La formation des premiers enseignants malgaches

À l'époque coloniale (1896-1960), les Français réorganisèrent le système éducatif :
- Création des premières écoles officielles en 1897
- Implantation du Lycée Andohalo en 1902
- Développement des écoles de mission (catholiques et protestantes)

Après l'indépendance (1960), la province concentrait :
- 35% des écoles primaires nationales
- 45% des collèges publics
- 60% des lycées du pays

### Enseignement supérieur
Les prémices de l'enseignement supérieur remontent à 1875 avec la création du LMS Medical College à Faravohitra, première institution de formation médicale à Madagascar. Ce collège formait des assistants médicaux malgaches selon les méthodes britanniques.
L'École de Médecine d'Antananarivo fut officiellement créée en 1896 par les Français, marquant le début de l'enseignement supérieur moderne. Elle devint Faculté de Médecine en 1954.
Les autres institutions historiques comprennent :
- L'École Le Myre de Vilers (1902) devenue ENS
- L'Institut des Hautes Études de Madagascar (1955) noyau de la future université
- L'Université d'Antananarivo officiellement créée en 1961

Aujourd'hui, la province regroupe les meilleurs établissements universitaires, tant publics que privé. On y retrouve notamment l'École Supérieure Polytechnique d'Antananarivo à Vontovorona, les universités d'Antananarivo, d'Itasy (Miarinarivo) et de Vakinankaratra (Antsirabe), mais aussi des écoles de commerce dont l'INSCAE et des écoles d'hôtellerie.